# Xaver Steifensand

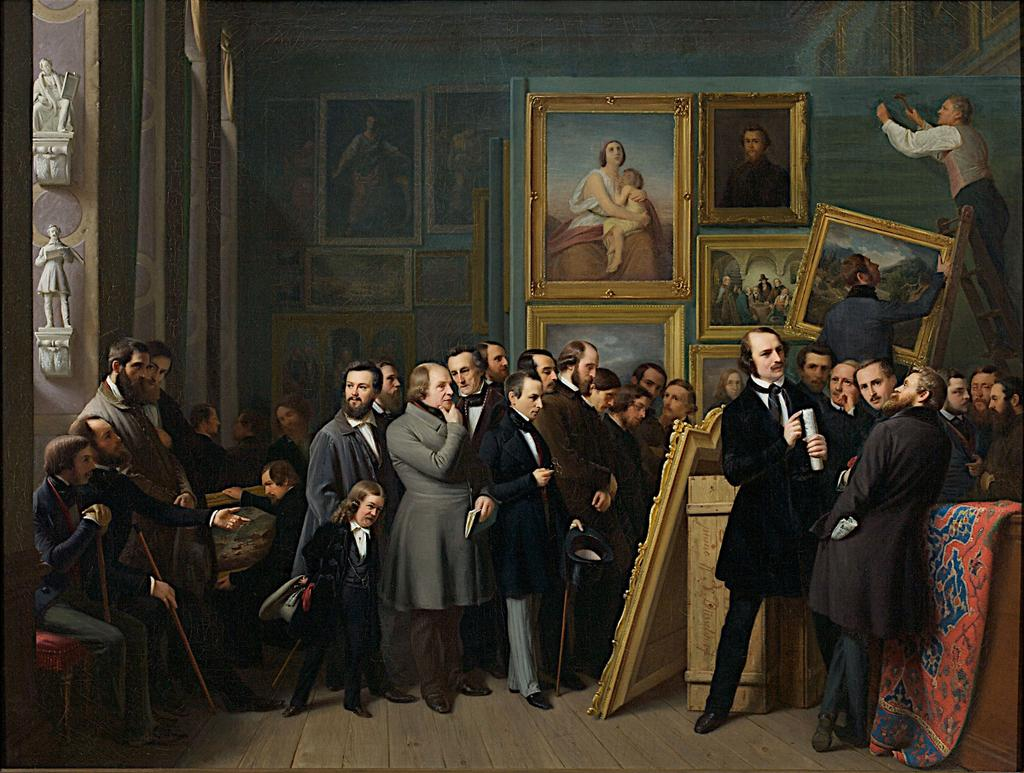
Bilderschau der Düsseldorfer Künstler in der Kunstakademie (von links): Wilhelm von Schadow, Ernst Deger, Franz Ittenbach, Xaver Steifensand, Karl Josef Ignatz Mosler, Johann Peter Hasenclever, Johann Wilhelm Preyer, Johann Wilhelm Schirmer, Carl Wilhelm Hübner, Carl Friedrich Lessing, Henry Ritter, Adolf Schrödter, Caspar Scheuren, Karl Schnaase, Friedrich Boser

Franz Xaver Steifensand (* 9. Januar 1809 in Kaster; † 6. Januar 1876 in Düsseldorf) war ein deutscher Kupfer- und Stahlstecher, Zeichner und Illustrator der Düsseldorfer Malerschule.

## Leben
Der in Kaster geborene Franz Xaver Steifensand war eines von acht Kindern des Heinrich Joseph Steifensand (1745–1840), geboren in Mainz, und der Amalia Derscheid (1778–1828) aus Oberingelheim, die sich zum Ende der Franzosenzeit im Jahr 1803 in Kaster angesiedelt hatten. Sein Bruder war der Komponist und Pianist Wilhelm Steifensand (1812–1882).
Xaver Steifensand erlernte das Handwerk des Kupferdruckers und Kupferstechers in der Bonner Kupferdruckerei Schulgen-Bettendorff. Sein dortiger Lehrmeister war in erster Linie Kupferdrucker und die hergestellten Platten nur selten künstlerischer Natur. Für seine fundierte künstlerische Ausbildung ging Steifensand deshalb mit 21 Jahren an die Kunstakademie Düsseldorf, zuerst in die Vorbereitungsklasse von Carl Ferdinand Sohn, dann in die Kupferstecherklasse seines Schwagers Joseph von Keller, bis er in die Meisterklasse von Wilhelm von Schadow gelangte. Eine weitere Ausbildung erhielt er bei Jakob Felsing in Darmstadt. Der vormals in „Punktmanier“ ausgebildete Steifensand entwickelte bis zur Vollendung der Platten konsequent die Methode des „Linienstichs“, mit der Gemälde in allen Schattierungen wiedergegeben werden konnten. 
Sein erstes größeres Werk vollendete er 1844 mit dem Stahlstich Das Gewitter nach Jakob Becker, welches durch den Kunstverein für die Rheinlande und Westfalen eine weite Verbreitung gefunden hatte und den jungen Künstler zugleich bekannt machte. In den folgenden Jahren brachte es Steifensand in seinem Beruf zu großem Ansehen und wurde führender Reproduktionsstecher der Düsseldorfer Malerschule. Im Jahr 1846 schloss er sich dem Verein der Düsseldorfer Künstler zu gegenseitiger Unterstützung und Hülfe an und zwei Jahre später war er einer der Mitbegründer des Künstlervereins Malkasten. Die Berliner Königlich Preussische Akademie der Künste verlieh ihm 1873 den Titel eines Professors. 
Xaver Steifensand heiratete 1837 Margaretha (1813–1896) aus der Familie Schulgen. Um 1872 hatte Steifensand den Sitz der Kupferdruckerei „Schwan & Steifensand“ in der Poststraße 22. Im Jahre 1876, im Alter von 67 Jahren, starb Xaver Steifensand und wurde in einem Düsseldorfer Ehrengrab begraben. Seine Frau Margaretha war 1889 noch an der Adresse ansässig führte die Kupferdruckerei der Königlichen Kunstakademie C. Schulgen-Bettendorff (Schwan & Steifensand) mit Erwin von Schütz und ihrer Tochter Margarethe Steifensand in der Elisabethstraße 42, Düsseldorf weiter. Der Miteigentümer der Kupferdruckerei Wilhelm Schwan, verheiratet mit Anna Schulgen, verstarb im Jahre 1898.

## Ehrungen
An den Kupferstecher Xaver Steifensand erinnert in Kaster heute noch eine Straße, die Steifensandstraße. Ein Porträtbild von Steifensand, gemalt 1849 von Clemens Bewer, hängt im Düsseldorfer Stadtmuseum.

## Werk

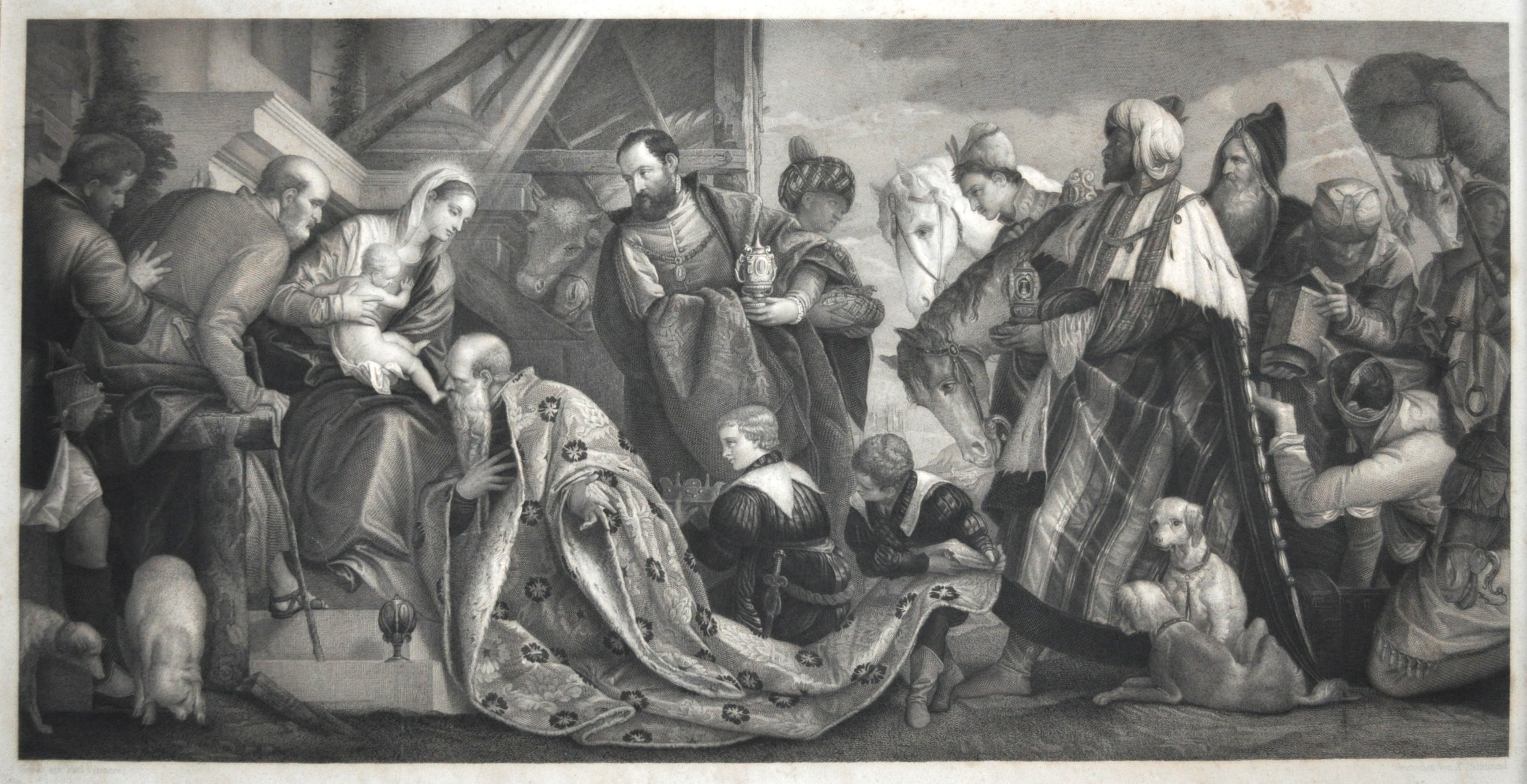
Die Anbetung der Könige, 1873, nach Paolo Veronese

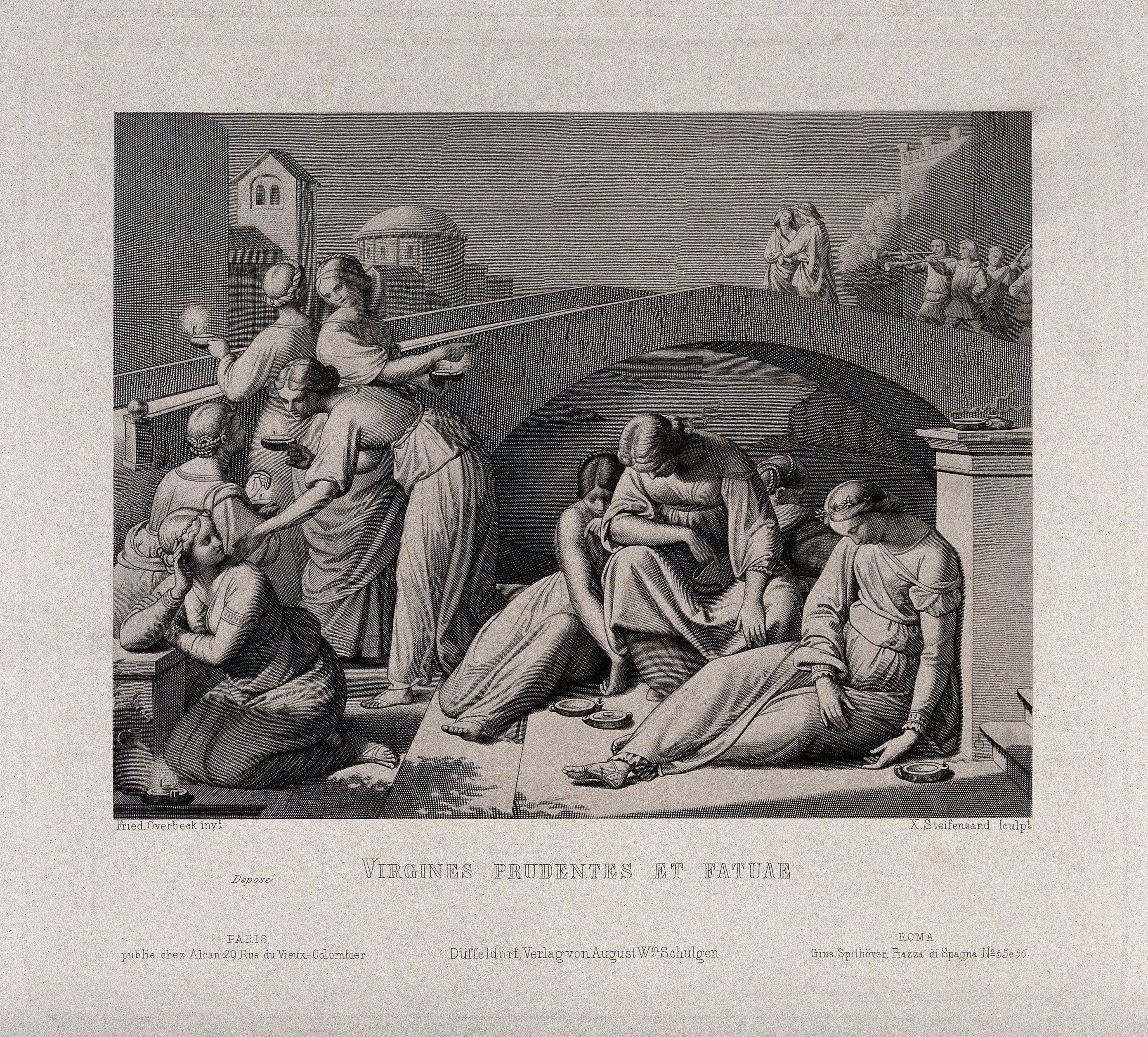
Die klugen und die törichten Jungfrauen, nach Friedrich Overbeck

Xaver Steifensand stach mit an den Gesamtausgaben deutscher Dichterfürsten wie Schillers „Sämmtliche Werke“ und Szenen aus Goethes „Faust“ (Teil I und Teil II) und beteiligte sich mit Stahlstichen an den „Darstellungen aus den Evangelien“ nach Friedrich Overbeck. Auch schuf er Bildnisse und die in seiner Zeit verbreiteten, nazarenisch inspirierten Gebetbuchbilder des Vereins zur Verbreitung religiöser Bilder in Düsseldorf, welcher 1841 unter dem Patronat von Johannes von Geissel gegründet war. Die Krönung seines Schaffens war 1873 der Stich „Die Anbetung der heiligen drei Könige“ nach Vorlage von Paolo Veronese.

## Werke (Auswahl)
- Rheinlandssagen, Radierung nach Alfred Rethel[14]
- Daniel in der Löwengrube, Kupferstich nach Alfred Rethel[15]
- Perikles, 1844, Stahlstich nach Zeichnung von Alfred Rethel
- S. Catharina, Radierung nach Raffael[16]
- S. Alphonse, Stahlstich nach Emanuel Kratky
- Die klugen und die törichten Jungfrauen (Virgines prudentes et fatuae), 1844, nach Vorlage Friedrich Overbeck
- Madonna mit dem schlafenden Kinde, 1846 nach Vorlage Friedrich Overbeck
- Gefangennehmung des Papstes Paschalis II. durch Heinrich V., nach Carl Friedrich Lessing
- Nikolaus Kopernikus, um 1850, Stahlstich nach Adolf von Menzel[17]
- Romulus Himmelfahrt, um 1850, Stahlstich nach Cherubino Alberti (1553–1615)[18]
- Mirjams Lobgesang, Stich nach Christian Köhler[19]
- Kaiser Friedrich II. und der Kanzler Peter de Vineis, 1847, Stahlstich nach Julius Schrader[20]
- Reinekes Vater heilt den alten König aus Reineke Fuchs (Goethe), Stich nach Zeichnung von Wilhelm von Kaulbach
- Die Himmelkönigin mit dem Christkinde, um 1857, nach Carl Müller[21]
- Adelbert von Chamisso, Porträt[22]
- Karl Immermann, Porträt, Stahlstich nach Carl Friedrich Lessing[23]
- Ferdinand Franz Wallraf, Porträt, Stich nach Egidius Mengelberg[24]
- Der sterbende Goetz von Berlichingen